# Stadhuis van Wezet

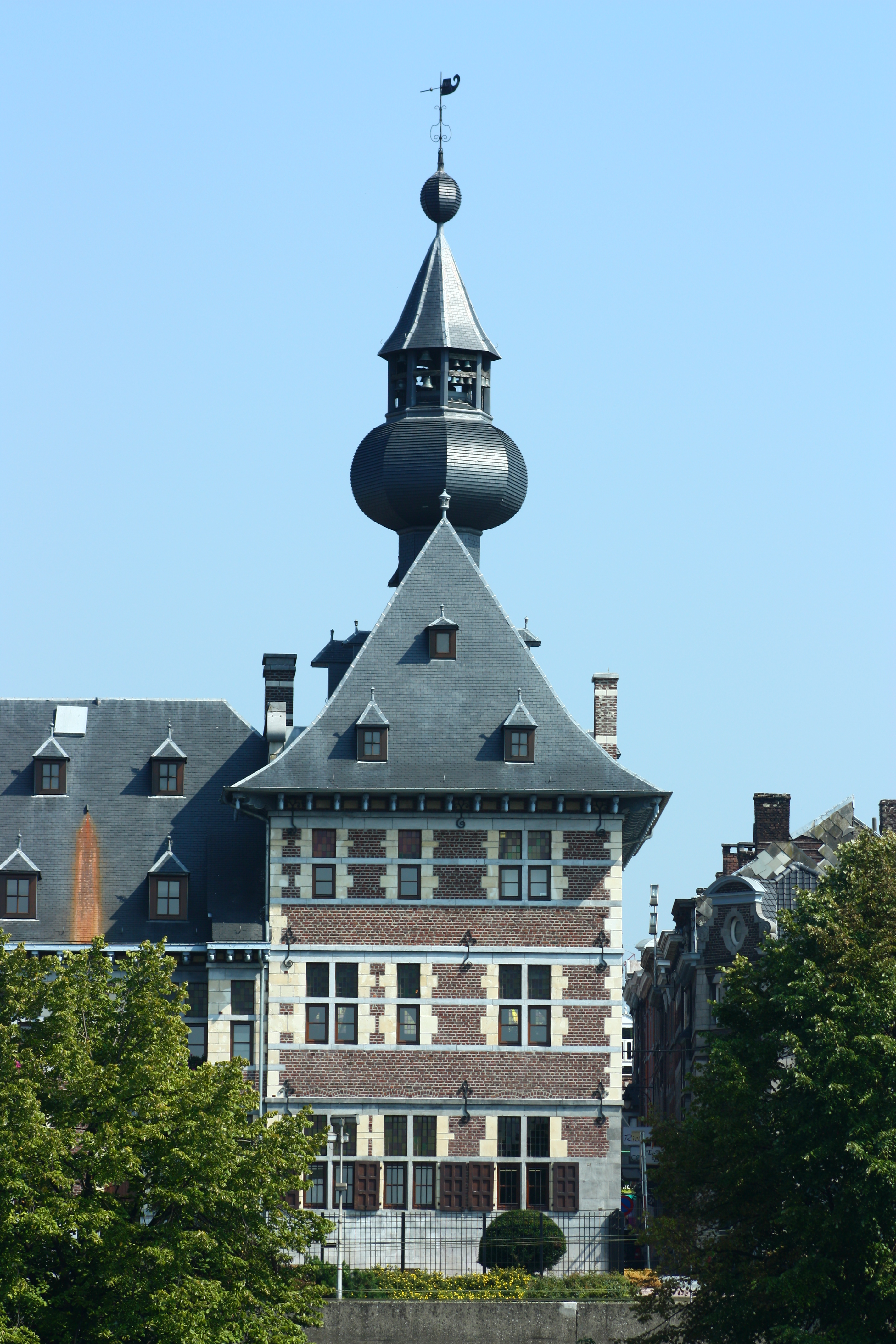
Stadhuis van Wezet

Het Stadhuis van Wezet is een stadhuis, gelegen aan de Rue du Perron 11 te Wezet.
Het stadhuis werd gebouwd van 1611-1613 in Maaslandse renaissancestijl. Tijdens de Eerste Wereldoorlog werd het stadhuis zwaar beschadigd, en in 1925 herbouwd naar plannen van Jamar.
Het overstekende, gebogen tentdak wordt gesierd door een klokkentoren met peervormige spits, bekroond door een klokkentorentje met carillon. De totale hoogte bedraagt 34 meter. De beelden van Sint-Maarten en Sint-Joris, welke in nissen geplaatst zijn, zijn de patroonheiligen van de drie schuttersgilden van de stad.
Nabij het stadhuis bevindt zich het perroen van Wezet.